# Экономика Калмыкии
Экономика Калмыкии — 76-я экономика среди субъектов Российской Федерации по объёму валового регионального продукта (2009 г.).

## Общая характеристика социально-экономического положения
Председатель Правительства России Михаил Мишустин заявил, что в республике действует индивидуальная программа социально-экономического развития, на которую государством выделяется миллиард рублей в год.  
Если в среднем по России доступ к чистой питьевой воде имеют 85% населения, то в Калмыкии - всего 7,4%, а в столице региона - Элисте - 0%. В 2015 году бывший глава Калмыкии  Алексей Орлов отрапортовал  Владимиру Путину, что строительство водовода завершено и вода вот-вот «физически придёт» к жителям республики (что оказалось ложью). 
Калмыкия обладает значительным потенциалом экономического развития.
Данный потенциал, во многом, связан с:
- благоприятным транспортно-географическим положением относительно основных Трансконтинентальных транспортных коридоров по направлениям «Север — Юг» и «Восток-Запад»;
- наличием запасов углеводородного сырья, строительных материалов (песок, глина, камень-ракушечник), агрохимического сырья (калийные и каменные соли, доломиты), бишофитного сырья и других;
- благоприятными условиями для использования солнечной энергии и ветроэнергетического потенциала. Технический ветроэнергетический потенциал Калмыкии оценивается величиной 170 тыс. МВт и годовой выработкой в 590 млрд кВт;
- наличием земельных ресурсов. Так, от общего земельного фонда республики 92,0 % составляют земли сельскохозяйственного назначения, 84,0 % приходится на площади сельскохозяйственных угодий, которые насчитывают почти 6,3 млн га, в том числе естественных кормовых угодий — 5,2 млн га, что составляет около 8 % пастбищ на территории России;
- наличием кадрового потенциала. На 1000 человек городского населения в возрасте 15 лет и более указавших уровень образования 723 человека имеют профессиональное образование (высшее, включая послевузовское, среднее и начальное). Среди специалистов с высшим профессиональным образованием 7 человек из 1000 человек городского населения имеют послевузовское образование, а в сельской местности 2 человека[5]

Экономический потенциал Калмыкии реализуется недостаточно эффективно. Объём ВРП Калмыкии в 2011 году составил всего 28 779,4 миллиона рублей, что составляет 0,06 % совокупного ВРП России (2011). Слаборазвитость экономики демонстрирует структура ВРП. Так, в 2011 году основными видами экономической деятельности являлись:
- сельское хозяйство, охота и лесное хозяйство — 37,0 %;
- государственное управление и обеспечение военной безопасности; социальное страхование — 15,5 %;
- оптовая и розничная торговля; ремонт автотранспортных средств, мотоциклов, бытовых изделий и предметов личного пользования — 8,2 %;
- здравоохранение и предоставление социальных услуг — 7,0 %;
- образование — 6,25 %;
- строительство — 5,9 %;
- транспорт и связь — 4,2 %;
- обрабатывающие производства - 3,6 %;
- прочие виды деятельности — 12,3 %[5].

Основными проблемами Республики являются:
- высокая безработица — 15 % (2010 год)[9] от трудоспособного населения;
- сохраняющаяся, несмотря на небольшой естественный прирост (4,3 % в 2010 году[9]), тенденция к снижению численности населения Республики. По сравнению с переписью населения 2002 года численность населения уменьшилась на 2929 человек. Ежегодно численность населения Калмыкии за межпереписной период 2002—2010 гг. снижалась на 0,15 процента[10]
- старение населения. Данный процесс привел к увеличению численности населения старше трудоспособного возраста на 3800 человек (на 6,5 % за межпереписной период 2002—2010 гг.)[10].
- низкий уровень среднедушевых доходов — 7 540 рублей(2010)[9]

## Промышленность
В сфере промышленного производства занято более 7,5 % работающего населения республики, сосредоточено 5,9 % основных фондов, создается около 10 % ВРП. В целом промышленность Калмыкии развита слабо. В структуре промышленного производства Республики в 2008 году преобладает производство и распределение электроэнергии, газа и воды — 43 %, обрабатывающие производства — 32 %, добыча полезных ископаемых — 25 %. Явным индикатором слаборазвитости промышленности является доминирование в структуре промышленного производства электроэнергетики при отсутствии собственных генерирующих мощностей.

### Добыча полезных ископаемых
- На территории республики числится 40 месторождений углеводородного сырья, в том числе: 19 нефтяных, 10 газовых, 6 нефтегазовых и 5 нефтегазоконденсатных месторождений. Из 19 нефтяных месторождений 17 — в разработке. Промышленная добыча природного газа ведется на 4 месторождениях. Более 90,0 % добычи газа приходится на ОАО «Калмгаз», остальное добывает ООО «Газпром добыча Краснодар» и ООО «УК Калмнефть»[13].

В последние годы нефтегазодобывающая отрасль экономики Республики Калмыкия имела характерные признаки стагнации и кризиса. В Калмыкии из более, чем 200 зарегистрированных скважин по добыче нефти, работает ровно половина. В 2010 году было добыто всего 215 тысяч тонн нефти.

### Обрабатывающие производства
Наибольший удельный вес в структуре отгруженных товаров собственного производства приходится (2008 г.) на производство кокса и нефтепродуктов — 31,8 %, производство пищевых продуктов — 26,2 %, на производство прочих неметаллических изделий — 12,7 %, на целлюлозно-бумажное производство и издательскую и полиграфическую деятельность — 12,6 %.

### Энергетика
Особенностью энергетики Калмыкии является очень высокая доля ВИЭ — единственная тепловая электростанция в республике это Элистинская ТЭЦ мощностью всего 18 МВт, все остальные электростанции это солнечные (Яшкульская и Малодербетовская) и ветровые (Элистинская, Салынская и Целинская).
По состоянию на начало 2020 года, на территории Калмыкии эксплуатировались 4 электростанции общей мощностью 68,9 МВт, в том числе две солнечные электростанции, одна ветроэлектростанция и одна тепловая электростанция. В 2019 году они произвели 105,7 млн кВт·ч электроэнергии. В конце 2020 г. введены в эксплуатацию еще две ВЭС — Целинская и Салынская, мощностью по 100 МВт каждая.

## Сельское хозяйство
Агропромышленный комплекс является важнейшей составной частью экономики Республики Калмыкия. В нём занято 25 % от общей численности занятых в экономике, задействована десятая часть основных производственных фондов и создается около 33 % ВРП. Сельхозугодья расположились на 85% территории региона (6,3 тыс. га), из которых пашни – 20%. Основу сельскохозяйственных земель составляют пастбища и кормовые травы для заготовки на стойловый период.
По природно-климатическим и др. условиям на территории республики имеются 3 зоны: Западная, Центральная и Восточная. 1-я - зернового и животноводческого направления, 2-я зона - тонкорунного овцеводства и мясного скотоводства, устоявшегося производства зерна, 3-я зона - тонкорунного и каракульского овцеводства в сочетании с мясным скотоводством. В этой же зоне на прибрежных участках Каспийского моря и Волги, а также на др. участках орошаемого земледелия развито овощеводство и кормопроизводство. 
Территория располагается в 4-х природных зонах: степной, сухостепной, полупустынной и пустынной. С запада на восток изменятся видовой состав растений. Степные сообщества постепенно сменяются пустынными, образуют с ними комплексы. Урожайность на пастбищах настоящей степи - 2,7-5,6 ц/га сухой поедаемой массы. В травостое сухой степи на каштановых почвах преобладают дерновинные злаки: ковыль Лессинга, овсяница валисская. В полупустынной зоне на светло-каштановых и бурых почвах сформировалась полынно-дерновиннозлаковая растительность, которая широко распространена на территории республики. В восточной части территории преобладают супесчаные и песчаные почвы, с псаммофильными видами злаков и разнотравья. 
По состоянию на 2018 год сельскохозяйственным производством занимаются 82 сельскохозяйственных предприятий, 3500 крестьянское (фермерское) хозяйство и свыше 60 тысяч личных подсобных хозяйств.
17 сентября 2020 года Глава Калмыкии Бату Хасиков подписал указ о назначении Менкнасунова Максима Пюрвеевича министром сельского хозяйства РК. Разрабатывается комплекс мер по уменьшению ущерба от последствий засухи, по переходу от экстенсивного ведения сельского хозяйства к интенсивному, что значительно сократит в будущем риски потерь вследствие погодных номалий. Эти меры включают мероприятия по мелиорации земель, реконструкцию оросительных систем, создание кормовой базы, агрострахование рисков, льготное кредитование для аграриев республики. Правительство РФ выделило для Калмыкии из резервного фонда страны 562 млн.руб. госпомощи, всего сумма поддержки составила  612,5 млн.руб. В конце года в кратчайшие сроки выделенные средства были доведены до животноводов - 38 сельхозорганизаций, 11 КФХ в статусе юрлиц, 1118 КФХ и ИП.
Председатель Правительства России Михаил Мишустин: Посевная площадь была более 300 тыс. га в СССР, а сейчас в 10 раз меньше, около 30 тыс. всего осталось. 

### Животноводство
Животноводство составляет основу аграрного сектора экономики Республики. Основные направления: мясное скотоводство, мясное и тонкорунное овцеводство. На долю производства продукции животноводства приходится 80 % всей сельскохозяйственной продукции. В структуре поголовья крупного рогатого скота наибольший удельный вес приходился на крестьянские (фермерские) хозяйства и индивидуальные предприниматели (44,3%),  в сельскохозяйственных организациях 14,6%. Поголовье овец и коз по категориям хозяйств в 2019 году распределяется следующим образом: 19,2% поголовья приходится на сельскохозяйственные организации (2018 год – 20,3%), остальная часть разделилась между хозяйствами населения – 40,6% (2018 год – 39,5%) и крестьянскими (фермерскими) хозяйствами – 40,2% (2018 год – 40,2%,).
В республике разводят лошадей калмыцкой и кушумской пород; овец породы советский меринос, грозненская, кавказская, каракульская, эдильбаевская, калмыцкая курдючная; КРС и даже верблюдов калмыцких пород. Калмыцкая корова считается лучшей отечественной мясной породой, так как очень быстро растут. Их вес может достигать 1,1 тысяч кг и даже больше.
Численность крупного рогатого скота на начало 2010 года возросла на 21,4 % по сравнению с 1990 годом и составила 434,5 тыс. По поголовью крупного рогатого скота мясного направления республика занимает первое место в России. .
В 2015 году Калмыкия, имея 815 тысяч голов КРС, занимала первую позицию в российском рейтинге регионов, 2-е по поголовью овец и коз (2015 – 2018 гг.), по выпуску баранины и козлятины (2015 – 2018 гг.). 
На 1 августа 2020 года во всех категориях хозяйств численность крупного рогатого скота составляла 512,4 тыс. голов, в т.ч. 323,7 тысячи коров. Численность овец и коз составляет 2 519,4 тыс. голов. По поголовью овец республика – один из основных регионов по производству тонкой шерсти и баранины – сегодня занимает второе место в Российской Федерации.
На 1 апреля 2021 года во всех категориях хозяйств численность крупного рогатого скота составляла 367,6 тысяч голов (-18 %), в т.ч. коров 261,2 тыс. голов (-15,9 %), овец и коз 1889,3 тыс. голов (-15,9 %), свиней 9,2 тыс. голов (-6,0%). В сельскохозяйственных предприятиях поголовье крупного рогатого скота снизилось на 37,8%, в том числе коров - на 22,2%, овец и коз - на 26,8%, поголовье лошадей - на 31,0%. 
В 2017 году было произведено 64 тыс. тонн мяса в убойном весе, молока – 71,3 тыс. тонн, яиц – 18 млн. штук. В 2019 году производится на убой (в живом весе) 136 тыс. тонн скота и птицы, в том числе крупного рогатого скота – 71,4 тыс. тонн, овец и коз – 60,4 тыс. тонн, основная доля продукции реализовывается за пределы региона и на экспорт.
На территории республики племенным животноводством занимаются 58 организаций, в том числе 10 племенных заводов, 44 племенных репродуктора, 1 генофондное хозяйство и 3 сервисные организации. Численность племенного крупного рогатого скота составляет 46,7 тыс. голов, в том числе 23,9 тыс. племенных коров. Численность племенного поголовья овец — 313,3 тыс. голов, в том числе 188,7 тыс. овцематок. Численность племенных лошадей составила 7,7 тыс. голов, в том числе 3,7 тыс. кобыл, и верблюдов — 364 головы, в том числе 292 верблюдоматки. 

### Растениеводство
Основными видами сельскохозяйственных культур являются: зерновые, подсолнечник, овощи, бахчевые, картофель, кормовые. В последние годы наблюдалась стабилизация производства зерна на уровне 400 тыс. тонн. 
Природно-климатические условия Калмыкии открывают для хозяйств всех категорий перспективы быстрого наращивания плантаций репчатого лука с применением капельного орошения.
В 2020 году урожай зерновых составил 595 тыс. тонн, посевная площадь сельскохозяйственных культур 301,9 тыс. га. C площади 235,4 тыс. га намолочено 539,1 тыс. т пшеницы при средней урожайности 22,9 ц/га; с 22,6 тыс. га получено 37,2 тыс. т ячменя при урожайности 16,5 ц/га; с 3 тыс. га намолочено 10,1 тыс. т риса при урожайности 34 ц/га. 
В Республике Калмыкия начата реализация пилотного проекта по закреплению песков. Предварительно была приобретена специализированная техника: лесопосадочные машины, сеялки, колесные трактора и прицепное оборудование. В ноябре 2021 года на опытном участке в Яшкульском районе произведена посадка пескозакрепительных насаждений –  джузгуна безлистного на площади 4 га и  терескена серого на площади 6 га. 
Средняя урожайность подсолнечника в Яшалтинском районе составила 3,6 центнера с гектара, при средней урожайности по России 17,4 ц/га, а в регионах-лидерах 33 ц/га 

### Рыболовство и рыбоводство
Протяжённость калмыцкого побережья северо-западной части Северного Каспия составляет 110 км. Оно является важнейшим участком промышленного рыболовства и относится к Волжско-Каспийскому рыбохозяйственному бассейну. Максимальный улов рыбы в Калмыкии отмечался в 1930—1940 гг. — 37,6 тыс. тонн. Объём вылова за последние 9 лет колеблется в пределах: 2,0 −5,0 тыс. тонн.
Под водой находится около 2,5% территории Калмыкии. Насчитывается несколько значительных озер и протекают крупные реки – Волга, Егорлык, Маныч и Кума. Есть выход к Каспийскому морю. Основные промысловые рыбы: линь, карась, окунь, осетр, сельдь, лещ, щука, судак, сазан.
Рыбопитомник и рыбхозы выращивают амура, белого и пестрого толстолобика, осетровых рыб.

## Транспорт
Транспортная система республики включает в себя автомобильный, железнодорожный, и воздушный транспорт. В 2009 году среднегодовая численность занятых в экономике в сфере транспорта составила 6,2 тыс. чел. или 5,5 % от общего числа занятых в экономике.

### Автомобильный транспорт
На долю автотранспорта приходится большая часть грузо- и пассажироперевозок. По состоянию на 2008 год общая протяжённость автодорог общего пользования с твёрдым покрытием составила 3122,1 км, из них — 518,3 км являются дорогами федерального значения. Если в 1990 году густота автомобильных дорог общего пользования с твердым покрытием составляла 26,8 км дорог на 1000 км² территории, то в 2009 году — 41,5 км.
Связь Республики с другими регионами России обеспечивают автодороги федерального и республиканского значения:
- Волгоград — Элиста (Р-221; подъезд к городу Элиста от М-6);
- Ставрополь — Элиста — Астрахань (А-154);
- Элиста — Арзгир — Минеральные Воды;
- Элиста — Ремонтное — Зимовники;
- Лагань — Будённовск — Минеральные Воды (Р-263);
- Городовиковск — Сальск и Городовиковск — Тахта;
- Яшкуль — Ремонтное — Артезиан (выезд на Махачкалу);
- Дивное — Яшалта и Яшалта — Сальск.

### Железнодорожный транспорт
Эксплуатационная длина общего пользования железных дорог Республики Калмыкия составляет 165 км или 0,2 % в удельном весе железных дорог России. Грузоперевозки общего пользования железнодорожным транспортом по объёму уступают в 13 раз автомобильному транспорту и составляют 11,9 % от общего объёма перевозок грузов республики. При этом плотность железных дорог на территории республики составляет 2,2 км на 1000 км². На территории Калмыкии действуют тупиковая ветка Элиста — Дивное Северо-Кавказской железной дороги и проходит участок ветки Кизляр — Астрахань.

### Воздушный транспорт
В области гражданской авиации перевозку пассажиров обеспечивает ОАО «Аэропорт Элиста». Единственным регулярным рейсом является рейс Элиста — Москва — Элиста.

## Связь
Общий объём услуг связи, включающую почтовую, междугороднюю, местную, документальную и подвижную, на территории Республики за 2009 год составил 932,9 млн рублей. Оператором фиксированной электросвязи Республики Калмыкия является компания ОАО «ЮТК». Основным видом деятельности Калмыцкого филиала ОАО «ЮТК» является предоставление услуг стационарной телефонной связи (местной и внутризоновой). Доля ОАО «ЮТК» на рынке услуг местной стационарной связи составляет почти 98,0 %. ОАО «Ростелеком» доминирует на рынке услуг междугородной и международной связи, которое пропускает около 90,0 % всего междугородного и международного трафика Калмыкии.
На долю подвижной связи (2009 г.) в общем объёме услуг связи, оказанных всеми операторами связи, 45,4 % приходится на подвижную связь. На территории Калмыкии действуют основные сотовые операторы России (ОАО «Вымпел-Коммуникации» (Билайн), ОАО «Мобильные ТелеСистемы» (МТС), ОАО «Мобильные Системы Связи-Поволжье» (Мегафон) и ОАО «Средневолжская межрегиональная ассоциация радиотелекоммуникационных систем» (СМАРТС).